# Kommandant der Seeverteidigung Oslofjord
Der Seekommandant Oslo, ab April 1941 als Kommandant der Seeverteidigung Oslofjord, war ein regionaler Küstenbefehlshaber der deutschen Kriegsmarine im Zweiten Weltkrieg.

## Geschichte
Nach der deutschen Besetzung Norwegens im April 1940 setzte die Kriegsmarine zunächst einen deutschen Hafenkommandanten Oslo ein. Diese Dienststelle erhielt im Mai 1940 die Bezeichnung Seekommandant Oslo und ihr Stabsquartier wurde von Oslo nach Horten verlegt.
Der Seekommandant Oslo unterstand dem Admiral der norwegischen Südküste. Sein Befehlsbereich reichte von der schwedisch-norwegischen Grenze bei Fredrikstad bis Langesund, westlich von Larvik, wo er an die Seekommandantur Kristiansand-Süd angrenzte.
Die Unterstellung wechselte im August 1940 mit der Auflösung der Dienststelle des Admirals der norwegischen Südküste direkt unter den Kommandierenden Admiral Norwegen, ab Februar 1943 Oberbefehlshaber Marineoberkommando Norwegen.
Nach Kriegsende blieb die Dienststelle bis 31. August 1945 bestehen, um die Rückführung der deutschen Truppen aus Norwegen zu unterstützen. Zumindest bis Februar 1946 blieb noch das Gericht des Kommandanten der Seeverteidigung Oslofjord eingesetzt.

## Unterstellte Dienststellen und Verbände

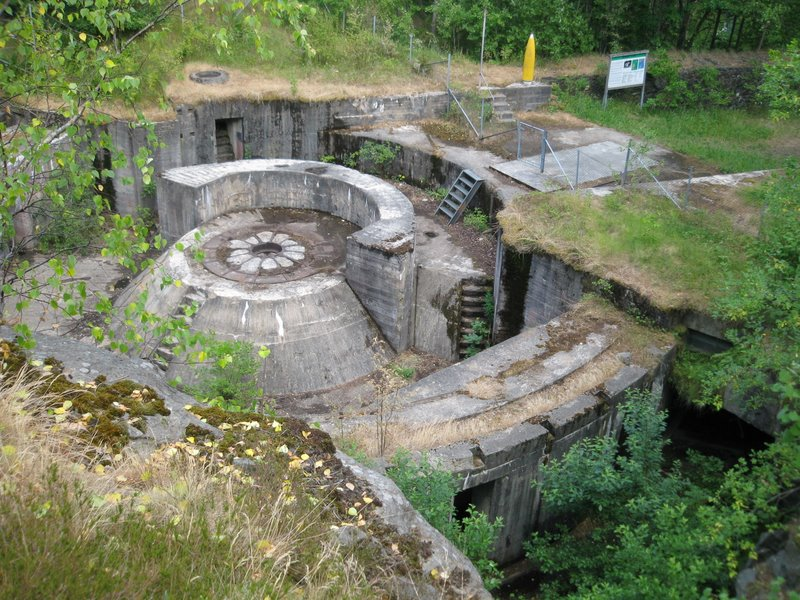
Reste der 6. Batterie der Marineartillerieabteilung 501 in Vardås in der Gemeinde Færder

Dem Seekommandanten waren folgende Verbände und Dienststellen unterstellt:
- Hafenkapitän Oslo
- Hafenkapitän Horten
- Hafenkapitän Fredrikstad
- Hafenkapitän Larvik
- Hafenkapitän Brevik (ab Oktober 1940)
- Hafenschutzverband Oslo, ab Juni 1940 Hafenschutzflottille Oslo, ab August 1940 Hafenschutzflottille Oslofjord
- Marineartillerieabteilung 501 (Horten): im Juni 1940 als Marineartillerieabteilung Horten aus der Marineartillerieabteilung 304 (5 Kompanien) gebildet, ab Juli 1940 endgültige Bezeichnung
- Marinestammabteilung Norwegen (Oslo), ab 1943 Marineersatzabteilung Oslo
- Marinenachrichtenabteilung Oslo (ab Juni 1944)
- Marineartilleriezeugamt Horten (ab Januar 1941, ab 1943 Marineartilleriearsenal)
- Marineartilleriearsenal Oslo (später zum Artilleriewaffenkommando verkleinert)
- Marineausrüstungsstelle Oslo

Im Befehlsbereich des Seekommandanten Oslofjord befand sich die Seetransportstelle Oslofjord, welche dem Seetransportchef Norwegen unterstellt war.

## Seekommandanten
Folgende Offiziere hatten den Dienstposten des Seekommandanten Oslo bzw. des Kommandanten der Seeverteidigung Oslofjord inne:
- Kapitän zur See Friedrich Rieve, April – August 1940
- Kapitän zur See/Konteradmiral Heinrich Ruhfus, August 1940 – September 1942
- Kapitän zur See Fritz Berger, September 1942 – Mai 1943
- Kapitän zur See Wilhelm Schönberg, Mai 1943 – April 1945
- Konteradmiral Hans Hartmann, April 1945 bis zur Auflösung der Dienststelle am 31. August 1945[3]

## Bekannte Personen
- Hans Filbinger: ab Januar 1945 als Marinestabsrichter bei der Dienststelle und für Urteile der Feldgerichte verantwortlich,[5] Ankläger von Walter Gröger
- Adolf Harms: ab Ende 1944 als Marineoberstabsrichter bei der Dienststelle und für Urteile der Feldgerichte verantwortlich, Richter beim Verfahren gegen Walter Gröger